# Финансовая пирамида
Финансовая пирамида (также инвестиционная пирамида, схема или игра Понци) — система обеспечения дохода членам структуры за счёт постоянного привлечения денежных средств новых участников: доход первым участникам пирамиды выплачивается за счёт средств последующих. В большинстве случаев истинный источник получения дохода скрывается, вместо него декларируется вымышленный или малозначимый. Именно подмена или сокрытие информации являются мошенничеством.
Как правило, основатели финансовой пирамиды обещают инвесторам высокую доходность, которую невозможно поддерживать длительное время. При этом погашение обязательств пирамиды перед всеми участниками является заведомо невыполнимым.
Обычно финансовые пирамиды регистрируются как коммерческие учреждения и привлекают средства для финансирования некоего проекта. Если реальная доходность проекта оказывается ниже обещанных инвесторам доходов или вообще отсутствует, значит, часть средств новых инвесторов направляется на выплату дохода. Закономерным итогом такой ситуации является банкротство проекта и убытки последних инвесторов. Собранные средства не направляются на покупку ликвидных активов, а сразу используются для выплат предыдущим участникам, рекламы проекта и дохода организаторов. Чем дольше функционирует пирамида, тем меньше процент возможного возврата при её ликвидации.
Принципиальным отличием финансовой пирамиды от реального бизнес-проекта является источник выплаты дохода. Если сумма выплат дохода стабильно превышает размер добавленной стоимости, которую обеспечивает данный бизнес, то можно смело говорить о том, что проект является пирамидой.
Финансовые пирамиды нелегальны и прямо запрещены во многих странах. В некоторых странах, где уголовное право не содержит отдельной статьи, наказывающей за это деяние, создание финансовой пирамиды могут квалифицировать как иное преступление. Например, в Беларуси в сентябре 2016 года были задержаны создатели международной финансовой пирамиды по обвинению в незаконной предпринимательской деятельности.
В России такая деятельность запрещена статьёй 172.2 УК РФ.

## Происхождение термина
Первоначально выражение использовалось в русском языке для обозначения развитой финансовой сети с централизованным контролем (например, «„Н. М. Ротшильд энд санз“ стоит у самой вершины гигантской финансовой пирамиды»).
Английский эквивалент (англ. pyramid scheme) употреблялся для обозначения жульничества уже в 1970-е годы.
По мнению издания «Коммерсантъ-Власть», термин «финансовая пирамида» в современном смысле в русском языке получил распространение после краха АО МММ. Впервые в прессе он встречается в статье Игоря Ниткина:

Денег, судя по всему, у МММ немного. Иначе чем объяснить то, что из всех пунктов покупки акций вчера и позавчера работал только один? И хотя компания вполне может выкрутиться, взяв банковский кредит, благо процентные ставки по ним сейчас невысоки, но складывается ощущение, что в отлаженном механизме АО МММ что-то нарушено и финансовая пирамида может рухнуть.— Игорь Ниткин «Упал курс акций АО „МММ“» (28 июля 1994 года, газета «Коммерсантъ-Daily»)

## История

### Спекулятивные пузыри
К первым финансовым пирамидам иногда относят крупные спекулятивные пузыри. В них происходил быстрый рост цен из-за ажиотажного спроса, который стимулировался именно ростом цен, то есть был формой спекулятивной торговли в условиях свободного ценообразования. В этих случаях не происходило выплат высоких дивидендов или иной формы доходов, кроме спекулятивной прибыли, то есть не было главного признака финансовой пирамиды — выплат высоких доходов первым участникам за счёт денег большого числа привлечённых новичков.

#### Тюльпаномания
В 1636—1637 годах в Нидерландах возник ажиотаж в торговле луковицами тюльпанов. Цены на редкие пестролепестные сорта достигали тысячи гульденов за луковицу ещё в 1620-е годы, но вплоть до середины 1630-х годов это была торговля в узком кругу цветоводов и состоятельных знатоков. Летом 1636 года в доходную фьючерсную торговлю тюльпанами включились непрофессиональные спекулянты. За полгода ажиотажных торгов цены на луковицы редких сортов многократно выросли, а в ноябре 1636 года начался спекулятивный рост цен и на обычные, доступные сорта. В феврале 1637 года перегретый рынок рухнул, начались многолетние тяжбы между продавцами и покупателями ничем не обеспеченных тюльпановых контрактов.
Тюльпаномания является ярким примером спекулятивного пузыря, хотя её иногда называют финансовой пирамидой.

#### Компания Южных морей
В 1711 году в Англии была основана компания Южных морей, обещавшая инвесторам большие доходы благодаря эксклюзивным правам на торговлю в Южной Америке, хотя на самом деле возможность торговли у неё появилась только в 1717 году и то в очень ограниченных размерах, тем не менее в 1720 году акции компании резко взлетели в цене, после чего ещё быстрее упали и компания объявила себя банкротом. Компания была организована казначеем Робертом Харли и, как ныне считается, существовала для решения проблем государственного долга, существенно выросшего из-за войн.

### Пирамида Понци

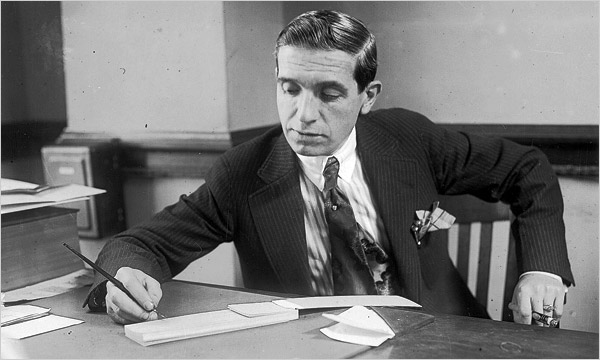
Чарльз Понци на фото 1920 года.

В США первая «пирамида» была создана Чарльзом Понци (Понзи), эмигрантом из Италии. В августе 1919 года один из испанских бизнесменов в письме Чарльзу переслал международный ответный купон. Выяснив подробности обращения купона, Понци обнаружил, что соотношение обменных курсов валют позволяет с прибылью перепродавать в США купоны, приобретённые в ряде стран Европы. Понци учредил компанию «The Securities and Exchange Company» (SXC) и склонил нескольких инвесторов к финансированию предложенной им аферы в обмен на простой вексель, обещая им 50-процентную прибыль от трансатлантической торговли уже через 45 дней или даже 100 % через 90 дней, что существенно превышало аналогичные выплаты эмитентов других ценных бумаг. На самом деле Понци не собирался скупать купоны. Дело в том, что международный ответный купон мог быть обменян лишь на почтовые марки, а не на наличность — то есть как инструмент спекуляции купоны не годились. Эти сведения не были секретны — при желании это смог бы выяснить любой желающий. Тем не менее, к июлю 1920 года Понци продавал свои векселя на сумму до 250 тысяч долларов в день. Ажиотаж подогревался в том числе и прессой (в частности, Boston Post), публиковавшей оплаченные одобрительные материалы.
Пирамида рухнула после публикации в журнале Post Magazine, в которой было подсчитано, что для покрытия якобы сделанных компанией Понци инвестиций в обращении должны были бы находиться 160 млн купонов, а их в те годы было на руках во всём мире всего около 27 тысяч штук. 10 августа 1920 года при закрытии компании и ознакомлении с её внутренней бухгалтерией федеральные агенты обнаружили, что SXC денег вообще никуда не инвестировала, а просто платила по своим обязательствам за счёт поступлений от продаж новых выпусков своих векселей. К счастью инвесторов, часть денег удалось найти и вернуть. В среднем каждый из них получил около 37 % от номинальной стоимости векселя.
Понци был арестован, осуждён за мошенничество в отношении федеральной почтовой службы США и заключён в тюрьму. В общей сложности ему удалось обмануть более 17 тысяч человек. В 1924 году остатки состояния Чарльза Понци были предметом тяжбы в Верховном суде страны со стороны некоторых обманутых им клиентов. Расследуя дело, председатель суда Уильям Говард Тафт в частности, обнародовал, что Понци начинал своё «купонное» предприятие, имея в наличии лишь 150 долларов.

### Албанские пирамиды
Трагическая история связана с появлением финансовых пирамид в Албании в 1996—1997 гг. Семь крупных пирамид привлекли около 2 млрд долларов, что составило 30 % годового ВВП страны. После краха пирамид в 1997 году правительство использовало армию для усмирения разгневанных вкладчиков. Погибли люди. Правительство во главе с Александром Мекси ушло в отставку, международное сообщество произвело военную интервенцию под командованием Италии для восстановления порядка в стране.

## Финансовая пирамида с правовой точки зрения

### Финансовая пирамида и мошенничество
Очень часто «финансовая пирамида» трактуется как синоним «мошенничества». Однако на практике финансовая пирамида может и не быть мошенничеством. Показательным примером стала история попыток привлечь к уголовной ответственности Сергея Мавроди за организацию пирамиды МММ-2011. Уголовное дело смогли возбудить лишь по признакам пособничества в незаконном предпринимательстве, а вовсе не в мошенничестве.

### Уголовная ответственность в РФ
16 февраля 2016 года Государственная Дума приняла во втором чтении законопроект об ответственности за организацию финансовых пирамид, статья 172.2 УК РФ введена федеральным законом от 30.03.2016 N 78-ФЗ.
С апреля 2016 года в Уголовный кодекс РФ за «деятельность по привлечению денежных средств и (или) иного имущества физических лиц и (или) юридических лиц в крупном размере, при которой выплата дохода и (или) предоставление иной выгоды лицам, чьи денежные средства и (или) иное имущество привлечены ранее, осуществляются за счёт привлечённых денежных средств и (или) иного имущества иных физических лиц и (или) юридических лиц при отсутствии инвестиционной и (или) иной законной предпринимательской или иной деятельности, связанной с использованием привлечённых денежных средств и (или) иного имущества, в объёме, сопоставимом с объёмом привлечённых денежных средств и (или) иного имущества» предусмотрено наказание в виде лишения свободы сроком до 6 лет.
9 марта 2016 года была введена статья 14.62 КоАП РФ, которой ввели ответственность за деятельность по привлечению денежных средств при отсутствии инвестиционной или предпринимательской деятельности

### Проблема признания финансовой пирамиды
Пирамиды пользуются изъянами в законодательстве, так как выявить финансовую пирамиду до её краха маловероятно. Даже если замысел в присвоении средств путём мошенничества очевиден, пострадавшие не всегда могут быть признаны таковыми. Мошенник может избежать уголовного преследования, если докажет, что собранные деньги были не присвоены, а пошли на выплаты. Для доказательства нужно найти личное имущество организатора пирамиды, купленное на деньги вкладчиков, что на практике слишком трудно.

## Характерные признаки финансовой пирамиды
- Выплаты участникам пирамиды, чётко не связанные с объёмами продаж.
- Наличие рекламы, обещающей процентные выплаты (или иную форму дохода от затраченных средств) с уровнем дохода заведомо выше среднего по рынку заимствований. Довольно часто обещается отсутствие риска при относительно высокой доходности.
- Сосредоточенность внимания руководителей фонда исключительно на PR. Грамотные продавцы, пышные презентации, качественные сайты, рекламные рассылки — всё рассказывает пайщикам, как им повезло, и сколько они могут заработать. При этом не предоставляется никакой конкретной информации, которую можно перепроверить на основании данных из независимых источников. Часто этот минус преподносится как часть некоей стратегии по нераспространению стратегически значимой информации: «Сейчас мы не можем открыть вам все секреты, эта информация конфиденциальна». В действительности законная инвестиционная компания или фонд обязаны предоставлять информацию о своей деятельности с первого дня своего существования — годовые балансы, финансовые отчёты, отчёты о сделках и т. п. Если фонд от имени пайщиков осуществляет операции на бирже, он также должен предоставить все данные — акции каких компаний находятся в активах, какова их доходность и т. д. Эти сведения можно проверить на основе раскрываемых документов, они не могут объявляться секретными.
- Использование специфических терминов, вроде Форекс, Stocks, Фьючерс, Трейдинг и т. п., которые могут быть непонятны непрофессионалам.
- Перемещение вложенных денег по большому количеству стран (в России получили, в Швейцарии застраховали, в США купили акции). Как следствие, утрачивается возможность за ними наблюдать, контролировать и получить назад.
- Анонимность организаторов и координаторов.
- Существенная плата для стартового участия, тем не менее, доступная широкому кругу лиц (к примеру, 300—500 долларов). Это позволяет охватить широкую массу, которая легко смирится с потерей таких средств без обращения в судебные органы.
- Отсутствие офиса, официальной регистрации, устава, разрешения осуществлять деятельность на территории страны.
- При осуществлении деятельности фонда в США можно столкнуться с отсутствием регистрации пайщиков фонда в качестве американских налогоплательщиков. Характерной ситуацией в этом случае является предложение различных обходных схем, вместо «дорогостоящей и хлопотной» регистрации в Американской налоговой системе. Это приводит к невозможности в кризисной ситуации обратиться в комиссию по торговле ценными бумагами (англ. Securities and Exchange Commission) — орган в США по надзору за финансовыми нарушениями.
- Страхование сделок фонда в другой стране (к примеру, в Швейцарии) с целью минимизации рисков. Поскольку две страны обычно отличаются друг от друга в области финансово-экономических законов и практик, это может приводить к применению других законодательных норм, нежели если бы страхование происходило в рамках одной страны. Например, подобная ситуация расценивается налоговыми органами США как попытка вывести денежные средства из-под налогообложения.

Центральный банк Российской Федерации выделяет несколько общих для всех «финансовых пирамид» признаков:
- отсутствие лицензии ФКЦБ/ФСФР России или Банка России на осуществление деятельности по привлечению денежных средств;
- обещание высокой доходности, в несколько раз превышающей рыночный уровень;
- гарантирование доходности (что запрещено на рынке ценных бумаг);
- массированная реклама в средствах массовой информации, сети Интернет с обещанием высокой доходности;
- отсутствие какой-либо информации о финансовом положении организации;
- выплата денежных средств новым участникам из денежных средств, внесённых другими вкладчиками ранее;
- отсутствие собственных основных средств, других дорогостоящих активов;
- отсутствие точного определения деятельности организации.

Тем, кто рассматривает возможность участия в инвестиционном проекте, следует прежде всего обращать внимание на предложения по доходности привлекаемых средств — если она значительно превышает предложения банковских институтов, то существует высокая вероятность потери таких инвестиций.
Не менее показательная особенность недобросовестного проекта — непрозрачность механизмов инвестирования средств, а также отсутствие признаков экономической деятельности. Например, реклама организации обещает высокие проценты за счёт инвестирования в высокодоходные инструменты фондового рынка, однако в ходе мониторинга выясняется, что в действительности организация не торгует на бирже.
Также следует понимать, что, хотя высокодоходные инвестиционные проекты действительно существуют, они одновременно являются и высокорисковыми, иначе ими пользовались бы все, игнорируя низкодоходные.

## Примеры пирамид

### В России
Советский популяризатор науки Я. И. Перельман в «Живой математике» описывает вариант «пирамиды» как организацию акции, имевшую место в дореволюционной России, по покупке велосипедов путём «веерного» сбора денег по переписке.
Примеры:
- В 1992 году начал свою деятельность АОЗТ «Русский дом Селенга», который в последней своей стадии превратился в финансовую пирамиду. До 1997 года контракты заключило около 2,5 млн человек на сумму почти 3 триллиона неденоминированных рублей.
- В 1993 году АООТ «МММ» зарегистрировало свой первый проспект эмиссии акций, которые начали активно продавать в феврале 1994 года. Деятельность «МММ» впоследствии была охарактеризована как финансовая пирамида, от которой пострадало по разным оценкам 10-15 миллионов вкладчиков.
- В 1993 году появилась ТОО «Инвестиционная компания „Хопёр-Инвест“», которая просуществовала до 1997 года и задолжала 8 млрд неденоминированных рублей.
- В 1993—1994 годах компания «Властилина» в Московской области обманула вкладчиков на сумму 550 млрд руб.
- Также одновременно с «МММ» в Архангельске действовала компания Негосударственный региональный пенсионный фонд «Север», финансовая пирамида в виде пенсионного фонда.
- В 1993—1998 большую популярность получили Государственные краткосрочные облигации (ГКО). Государство вынуждено было занимать деньги с целью финансировать выплаты и проценты по ранее сделанным долгам (внешнему и внутреннему, частью из которого являлись сами ГКО). Для привлечения новых средств государство было вынуждено непрерывно наращивать ставку заимствований. Дефолт 1998 года был связан с тем, что новые выпуски ГКО не покупали даже с доходностью в 300 % годовых, выплаты по старым долгам стали невозможными.
- В 1994 году банк «Чара» превратился в финансовую пирамиду.
- В 2005—2010 годах корпорация «Интвей» (Intway World Corporation) имела филиалы практически во всех крупных городах России, а также на Украине и в Казахстане. Организаторами оказались российские граждане. Компания позиционировала себя как «МЛМ-структура» в финансовой сфере. «Товаром» выступали «бизнес-пакеты», ценные бумаги, фиктивные биржи в Интернете и продукты, якобы защищающие от болезней и вредных излучений. По оценкам экспертов, жертвами мошенников стали десятки тысяч граждан в России, на Украине и в Казахстане[12].
- «Бинар» (MyBinar), его наследник «программа NewPRO»[13] и её клон «программа SuperProgik».
- МММ-2011 (2011—2012) — новый проект основателя АО «МММ» Сергея Мавроди, запущенный им в январе 2011 года и закрытый в июне 2012.
- МММ-2012 (2012) — финансовая пирамида, сформированная из МММ-2011 и основанная Сергеем Мавроди 31 мая 2012 года.
- Give1 Get4 — финансовая пирамида, замаскированная под социальный проект передачи подарков.[14]
- SETinBOX — финансовая пирамида, замаскированная под платную социальную сеть, предоставляющую скидки пользователям, является последовательницей Talk Fusion[15].
- Goldenbirds — сетевая финансовая пирамида в форме браузерной игры[16].
- Кэшбери (2016—2018) — признана финансовой пирамидой в сентябре 2018 года — реальных экономических действий компания не вела, но обещала доходности до 600 %, что привлекло несколько десятков тысяч человек[17][18].
- Finiko (2019—2021) — предлагалась система извлечения прибыли на финансовых и криптовалютных рынках. Банк России заявил о наличии признаков финансовой пирамиды и обнародовал информацию на своём сайте в июне 2021[19][20].

### На Украине
На Украине масштабность действия финансовых пирамид была также значительной:
- King's Capital — ущерб порядка 180 миллионов долларов.
- Лионебанк-Украина — ущерб порядка 10 миллионов долларов.
- MMCIS — ущерб оценивается в 70 миллионов долларов[21].
- Проекты Павла Крымова[22]: Questra World, Atlantic Global Asset Management (AGAM), Forex Trend, Panteon Finance[23] и другие[24]. По предварительным данным, ущерб составил порядка 300 миллионов долларов. Впрочем, уроженец Запорожья Павел Геннадьевич Крымов, — явление, скорей, международное. После обвала Forex Trend он скрывался в Латвии, имеет незаконное двойное гражданство — Украины и Литвы[25]. Задержан в Москве[26], а под суд попадёт в Казахстане[27].
- B2B Jewelry — пирамида по продаже высокодоходных сертификатов, номинированных в гривнах для покупки серебряных или золотых украшений в одноимённой сети ювелирных магазинов[28]. Сеть охватила Украину, Россию и Казахстан.

### В Интернете
С развитием средств телекоммуникации увеличивается количество финансовых пирамид, в которых финансовые операции и привлечение участников осуществляется через Интернет. Отличительной особенностью таких пирамид является возможность получателю средств оставаться анонимным. Это значительно усложняет отслеживание денежных потоков, привлечение к юридической ответственности, почти невозможно вернуть деньги.
Одной из самых крупных интернет-пирамид стала организованная Сергеем Мавроди виртуальная биржа Stock Generation.
Другие примеры: «Бинар» (MyBinar), его наследник «программа NewPRO», её клон «программа SuperProgik», проекты Мавроди МММ-2011 и МММ-2012, проекты замаскированные под псевдодоверительное управление брокеров MMCIS (Index Top 20) и MillTrade (Золотая 7).
Финансовыми пирамидами являются также большинство хайп-проектов, которые по своей организации похожи на инвестиционные фонды с очень высокой доходностью.
Ещё одной разновидностью пирамид являются версии систем финансовой взаимопомощи или касс взаимопомощи, в которых финансовые обязательства маскируются видом добровольных взносов и безвозвратных пожертвований. Примером такой системы является «Give1 Get4», «МММ-global».
- В 2018 году Центробанк России запустил интернет-робота для поиска финансовых пирамид[33].

Биткойн обладает признаками пирамиды, поэтому его относит к пирамидам Нуриэль Рубини и другие.
Однако ряд исследователей не относят Биткойн к пирамидам, поскольку нет явных обещаний прибыли от организатора.

## Финансовые пирамиды и сетевой маркетинг
Очень трудно бывает отличить финансовую пирамиду от компании, использующей сетевой маркетинг для сбыта продукции или услуг. В статье журнала Money Magazine отмечается, что законные структуры в сетевом маркетинге состоят из дистрибьюторов, для которых основные поступления денег обеспечивают продажи конкретных товаров лично и приглашёнными ими людьми нижних уровней. Например, в судебном процессе, длившемся с 1975 по 1979 годы, было установлено, что план по продажам и маркетингу Amway не является незаконной пирамидальной схемой.
Помощник главного адвоката Флориды Fred Hochsztein отмечает, что некоторые фирмы сетевого маркетинга законны, но множество их — нет. Незаконные компании дают своим дистрибьюторам возможность делать деньги не на продаже товара, а на взимании платы за вхождение в компанию для новых дистрибьюторов.
Даже законные компании часто не уведомляют потенциальных дистрибьюторов об истинных размерах расходов и усилий, которые потребуются для устойчивого дохода в этом бизнесе, в то время как рассылки и коммерческие брошюры компаний содержат щедрые обещания. Например, согласно материалам Amway, средний работающий дистрибьютор зарабатывает 76 долларов в месяц.
Вокруг ряда компаний постоянно происходят споры, являются ли они компаниями с сетевым маркетингом или финансовыми пирамидами (например, Talk Fusion, Setinbox, Emgoldex и её аналог Swissgolden).
Финансовая пирамида OneCoin изначально использовала многоуровневый маркетинг для продажи собственной «криптовалюты», в которой специалисты не усматривали ничего от реальных криптовалют.